# Peace Is the Mission
Albums de Major Lazer
Free the Universe
(2013)
Singles
1. Lean On
Sortie : 2 mars 2015
2. Powerful
Sortie : 1 juin 2015
3. Light It Up (remix)
Sortie : 6 novembre 2015

Peace Is the Mission est le 3e album studio du collectif Major Lazer, sorti en 2015.

## Liste des titres
| 1.    | Be Together (featuring Wild Belle)                                   | - Thomas Pentz - Andrew Swanson - Elliot Bergman - Natalie Bergman                                    | - Major Lazer - Djemba Djemba                  | 3:53 |
| 2.    | Too Original (featuring Elliphant & Jovi Rockwell)                   | - Pentz - Philip Meckseper - Ellinor Olovsdotter - Joelle Clarke                                      | Major Lazer                                    | 3:27 |
| 3.    | Blaze Up the Fire (featuring Chronixx)                               | - Pentz - Meckseper - Jamar Rolando McNaughton Jr - Leighton Walsh                                    | - Major Lazer - Jr. Blender                    | 3:34 |
| 4.    | Lean On (with DJ Snake featuring MØ)                                 | - Pentz - Meckseper - Karen Marie Ørsted - William Griachine                                          | - Major Lazer - DJ Snake                       | 2:56 |
| 5.    | Powerful (featuring Ellie Goulding &Tarrus Riley)                    | - Pentz - Maxime Picard - Clement Picard - Ilsey Juber - Fran Hall - Omar Riley                       | - Major Lazer - Picard Brothers                | 3:26 |
| 6.    | Light It Up (featuring Nyla)                                         | - Pentz - Meckseper - Nailah Thorbourne - Sidney Swift - T-Baby - David "Reds" Malcolm                | - Major Lazer - Jr. Blender                    | 3:18 |
| 7.    | Roll the Bass                                                        | - Pentz - Meckseper - Boaz de Jong - Ronald Fritz Jr - Ashanti Reid                                   | - Major Lazer - Boaz van de Beatz              | 3:46 |
| 8.    | Night Riders (featuring Travi$ Scott, 2 Chainz, Pusha T & Mad Cobra) | - Pentz - Swanson - Jacques Webster - Tauheed Epps - Terrence Thornton - Ewart Brown                  | - Major Lazer - Djemba Djemba                  | 3:53 |
| 9.    | All My Love (remix) (featuring Ariana Grande & Machel Montano)       | - Pentz - Meckseper - de Jong - Ørsted - Ella Yelich-O'Connor - Ariana Grande-Butera - Machel Montano | - Major Lazer - Boaz van de Beatz - Jr Blender | 3:49 |
| 32:02 |                                                                      | |                                                |      |

| Titres bonus - édition Peace is the Mission Extended | Titres bonus - édition Peace is the Mission Extended          | Titres bonus - édition Peace is the Mission Extended                                 | Titres bonus - édition Peace is the Mission Extended | Titres bonus - édition Peace is the Mission Extended | Titres bonus - édition Peace is the Mission Extended | Titres bonus - édition Peace is the Mission Extended | Titres bonus - édition Peace is the Mission Extended | Titres bonus - édition Peace is the Mission Extended | Titres bonus - édition Peace is the Mission Extended |
| No                                                   | Titre                                                         | Auteur                                                                               | Producteur(s)                                        | Durée                                                |                                                      |                                                      |                                                      |                                                      |                                                      |
| ---------------------------------------------------- | ------------------------------------------------------------- | ------------------------------------------------------------------------------------ | ---------------------------------------------------- | ---------------------------------------------------- | ---------------------------------------------------- | ---------------------------------------------------- | ---------------------------------------------------- | ---------------------------------------------------- | ---------------------------------------------------- |
| 10.                                                  | Light It Up (remix) (featuring Nyla & Fuse ODG)               | - Pentz - Meckseper - Thorbourne - Swift - T-Baby - Malcolm - Nana Abiona            | - Major Lazer - Jr. Blender                          | 2:46                                                 |                                                      |                                                      |                                                      |                                                      |                                                      |
| 11.                                                  | Boom (with MOTi, featuring Ty Dolla $ign, Wizkid and Kranium) | - Pentz - Meckseper - T. Romme - K. Donaldson - Tyrone Griffin Jr. - Ayodeji Balogun | - Major Lazer - Jr. Blender - MOTi                   | 3:06                                                 |                                                      |                                                      |                                                      |                                                      |                                                      |
| 12.                                                  | Wave (featuring Kali Uchis)                                   | - Pentz - Meckseper - K. Loaiza - Victor Axelrod                                     | - Major Lazer - Jr. Blender - Ticklah                | 3:09                                                 |                                                      |                                                      |                                                      |                                                      |                                                      |
| 13.                                                  | Thunder & Lightning (featuring Gent & Jawns)                  | - Pentz - Meckseper - W. Bennett - L. Phung - C. Gibbs - C. Dodd                     | - Major Lazer - Jr. Blender - Gent & Jawns           | 3:57                                                 |                                                      |                                                      |                                                      |                                                      |                                                      |
| 14.                                                  | Lost (featuring MØ)                                           | - F. Ocean - J. Ho - M. Otano                                                        | - Major Lazer - Jr. Blender                          | 3:15                                                 |                                                      |                                                      |                                                      |                                                      |                                                      |
| 48:15                                                |                                                               |                                                                                      |                                                      |                                                      |                                                      |                                                      |                                                      |                                                      |                                                      |

## Classements
| Pays et classement (2015–2016)           | Meilleure position |
| ---------------------------------------- | ------------------ |
| Australie (ARIA)                         | 5                  |
| Autriche (Ö3 Austria Top 40)             | 32                 |
| Belgique (Flandre Ultratop)              | 9                  |
| Belgique (Wallonie Ultratop)             | 23                 |
| Danemark (Tracklisten)                   | 7                  |
| Pays-Bas (Mega Album Top 100)            | 13                 |
| Finlande (Suomen virallinen lista)       | 3                  |
| France (SNEP)                            | 11                 |
| Allemagne (Media Control AG)             | 40                 |
| Irlande (IRMA)                           | 84                 |
| Italie (FIMI)                            | 26                 |
| Nouvelle-Zélande (RIANZ)                 | 17                 |
| Norvège (VG-lista)                       | 8                  |
| Espagne (Promusicae)                     | 71                 |
| Suède (Sverigetopplistan)                | 4                  |
| Suisse (Schweizer Hitparade)             | 11                 |
| Royaume-Uni (UK Albums Chart)            | 25                 |
| États-Unis (Billboard 200)               | 12                 |
| États-Unis (Top Dance/Electronic Albums) | 1                  |

| Pays et classement (2015)                           | Position |
| --------------------------------------------------- | -------- |
| Australie (ARIA)                                    | 83       |
| États-Unis (Billboard 200)                          | 87       |
| États-Unis (Billboard Independent Albums)           | 33       |
| États-Unis (Billboard Top Dance/Electronic Albums ) | 7        |